# Championnat d'Islande de football 2010
Navigation
Édition précédente Édition suivante
La 99e édition du championnat d'Islande de football débutera en mai 2010.
Le championnat est disputé par 12 clubs de mai à septembre 2010.
À l'issue de cette saison, l'équipe terminant première remporte le championnat et participe au 1er tour préliminaire de la Ligue des champions 2011-2012. Le second et le troisième participeront à la Ligue Europa 2010-2011. Les deux derniers clubs seront relégués en 1. deild karla (deuxième division).
C'est le club de Breiðablik Kopavogur qui remporte le championnat cette saison après avoir terminé en tête du classement final, à égalité de points que le tenant du titre, le FH Hafnarfjordur, mais avec une meilleure différence de buts. L'ÍBV Vestmannaeyjar complète le podium, à deux points du duo de tête. C'est le tout premier titre de champion d'Islande de l'histoire du club. 

## Les 12 clubs participants
| Club                 | Classement 2009    | Stade             | Capacité |
| -------------------- | ------------------ | ----------------- | -------- |
| FH Hafnarfjörður     | 1                  | Kaplakrikavöllur  | 5 000    |
| KR Reykjavík         | 2                  | KR-völlur         | 2 781    |
| Fylkir Reykjavík     | 3                  | Fylkisvöllur      | 4 500    |
| Fram Reykjavík       | 4                  | Laugardalsvöllur  | 17 000   |
| Breiðablik Kopavogur | 5                  | Kópavogsvöllur    | 3 500    |
| ÍBK Keflavík         | 6                  | Keflavíkurvöllur  | 4 000    |
| Stjarnan Garðabær    | 7                  | Stjörnuvöllur     | 1 000    |
| Valur Reykjavík      | 8                  | Vodafonevöllurinn | 3 000    |
| UG Grindavík         | 9                  | Grindavíkurvöllur | 1 750    |
| ÍBV Vestmannaeyjar   | 10                 | Hásteinsvöllur    | 3 540    |
| UMF Selfoss          | 1 (1. deild karla) | Selfossvöllur     | 2 000    |
| Haukar Hafnarfjörður | 2 (1. deild karla) | Vodafonevöllurinn | 3 000    |

## Classement
| Rang | Équipe                | Pts | J  | G  | N | P  | Bp | Bc | Diff |
| ---- | --------------------- | --- | -- | -- | - | -- | -- | -- | ---- |
| 1    | Breiðablik Kopavogur  | 44  | 22 | 13 | 5 | 4  | 47 | 23 | +24  |
| 2    | FH HafnarfjörðurT'C'  | 44  | 22 | 13 | 5 | 4  | 48 | 31 | +17  |
| 3    | ÍBV Vestmannaeyjar    | 42  | 22 | 13 | 3 | 6  | 36 | 27 | +9   |
| 4    | KR Reykjavík          | 38  | 22 | 11 | 5 | 6  | 45 | 31 | +14  |
| 5    | Fram Reykjavík        | 32  | 22 | 9  | 5 | 8  | 35 | 35 | 0    |
| 6    | ÍBK Keflavík          | 30  | 22 | 8  | 6 | 8  | 30 | 32 | -2   |
| 7    | Valur Reykjavík       | 28  | 22 | 7  | 7 | 8  | 34 | 41 | -7   |
| 8    | Stjarnan Garðabær     | 25  | 22 | 6  | 7 | 9  | 39 | 42 | -3   |
| 9    | Fylkir Reykjavík      | 24  | 22 | 7  | 3 | 12 | 36 | 42 | -6   |
| 9    | UG Grindavík          | 21  | 22 | 5  | 6 | 11 | 28 | 39 | -11  |
| 11   | Haukar HafnarfjörðurP | 20  | 22 | 4  | 8 | 10 | 29 | 45 | -16  |
| 12   | UMF SelfossP          | 17  | 22 | 5  | 2 | 15 | 32 | 51 | -19  |

Légende du classement
- Qualification pour le deuxième tour préliminaire de la Ligue des Champions 2011-2012
- Vainqueur de la coupe d'Islande qualifié pour le deuxième tour de qualification de la Ligue Europa 2011-2012
- Qualification pour le premier tour de qualification de la Ligue Europa 2011-2012
- Relégation en 1. deild karla

## Bilan de la saison
| Championnat d'Islande de football 2010                   |                                  |
| Champion                                                 | Breidablik Kopavogur (1er titre) |
| Coupes et trophées                                       |                                  |
| Vainqueur de la Coupe d'Islande 2010                     | FH Hafnarfjordur                 |
| Vainqueur de la Supercoupe d'Islande de football         | FH Hafnarfjordur                 |
| Vainqueur de la Coupe de la ligue islandaise de football | KR Reykjavik                     |
| Qualifications continentales                             |                                  |
| Ligue des champions 2011-2012                            | Breidablik Kopavogur             |
| Ligue Europa 2011-2012                                   | FH Hafnarfjordur                 |
| Ligue Europa 2011-2012                                   | ÍBV Vestmannaeyjar               |
| Ligue Europa 2011-2012                                   | KR Reykjavik                     |
| Promotions et relégations                                |                                  |
| Promus en Pepsi Deildin karla                            | Vikingur Reykjavik               |
| Promus en Pepsi Deildin karla                            | Thor Akureyri                    |
| Relégués en 1. Deild                                     | Haukar Hafnarfjörður             |
| Relégués en 1. Deild                                     | UMF Selfoss                      |

## Classement des buteurs
14 buts
- Atli Viðar Björnsson (FH Hafnarfjörður)
- Alfreð Finnbogason (Breiðablik Kopavogur)
- Gilles Daniel Mbang Ondo (UG Grindavík)

13 buts
- Halldór Orri Björnsson (Stjarnan Garðabær)

12 buts
- Kristinn Steindórsson (Breiðablik Kopavogur)